# Kupres (Szerb Köztársaság)
Kupres (szerbül: Купрес) község Bosznia-Hercegovinában, Bosanska krajina területén, a Szerb Köztársaságban. 

## Fekvése
Bosznia-Hercegovina közép-nyugati részén, Banja Lukától légvonalban 78, közúton 108 km-re délre, a Kupreško polje (Kupresi mező) területén fekszik. A község délről határos a Bosznia-hercegovinai Föderációhoz tartozó Kupres községgel, melynek területéből a daytoni békeszerződés aláírását követő megállapodás során kiszakították.

## Népessége
| Nemzetiségi csoport | Népesség 1991 | Népesség 2013 |
| ------------------- | ------------- | ------------- |
| Szerb               | 918           | 299           |
| Bosnyák             | 0             | 0             |
| Horvát              | 311           | 0             |
| Jugoszláv           | 0             | 0             |
| Egyéb               | 13            | 1             |
| Összesen            | 1242          | 300           |

## Története
Bosznia-Hercegovina egyik legkisebb községe. Bosznia-Hercegovina délnyugati részén található, és a daytoni megállapodás aláírása után jött létre, amikor Kupres község legészakibb része a Boszniai Szerb Köztársaság része lett. A községhez tartozik Novo Selo település, valamint Mrđanovci, Šemenovci és Rastičevo települések egy része. Az önkormányzat székhelye Novo Selo.
Az önkormányzatot az önkormányzat vezetője képviseli, aki végrehajtó funkciót lát el Kupres településen. A polgármester megválasztása a Szerb Köztársaság választási törvényével és Bosznia-Hercegovina választási törvényével összhangban történik. Az önkormányzati igazgatást a polgármester mellett a községi közgyűlés alkotja. Kupres község intézményi központja Novo Selo község, ahol minden önkormányzati szerv található.
Kupres önkormányzatának polgármestere Gojko Šebez, aki a 2020-as bosznia-hercegovinai önkormányzati választások után foglalta el ezt a tisztséget.